# Météo-France
Météo-France (Méteo-França, en català) és el nom que rep el Servei Meteorològic Francès. És l'organisme públic responsable de la previsió meteorològica i l'estudi del clima a França. També és l'organisme responsable de l'emissió i la vigilància de les alertes meteorològiques a França. La seva seu es troba a Saint-Mandé des de novembre de 2011, però la gran part dels seus serveis i treballadors es troba a Tolosa de Llenguadoc des de 1982.
Météo-France es va establir pel Decret Núm. 93-861 de 18 de juny de 1993, sota la tutela del Ministeri d'Ecologia, Energia, Desenvolupament Sostenible i del Mar del Govern Francès i substituint a la Direcció de la Meteorologia Nacional (DMN) del Ministeri de Transport.
Anteriorment, el Servei Meteorològic Nacional Francès va existir sota diversos noms:
- Oficina Nacional de Meteorologia (1921-1945)
- Oficina Central de Meteorologia (1873-1920)
- Servei Meteorològic de l'Observatori de París, creat per Urbain Le Verrier l'any 1854, després del desastre naval francès del 14 de novembre de 1854 al Mar Negre a causa d'una tempesta.

Météo-France és dirigida per Jean-Marc Lacave des de l'1 de gener de 2014.